# Récepteur de la ryanodine
Les récepteurs de la ryanodine RyR constituent une classe de canaux calciques dans diverses formes de muscles. Ce sont des homotétramères
, formés de 4 sous-unités identiques, insérées dans la membrane du réticulum sarcoplasmique. Chaque monomère comporte 4 hélices transmembranaires qui entourent un canal permettant la sortie des ions calcium Ca2+ de la lumière du réticulum vers le cytoplasme.

Leur ouverture est déclenchée par des concentrations micromolaires d'ions calcium ou par la ryanodine (mais inhibitrice à forte dose) ou la caféine.

Trois isoformes ont été identifiées et leurs gènes clonés :
- RyR1 s'exprime dans les muscles striés squelettiques
- RyR2 s'exprime dans le myocarde.
- RyR3 s'exprime dans le cerveau.

Ces récepteurs doivent leur nom à la ryanodine, un alcaloïde végétal, pour laquelle ils ont de l'affinité (cependant, on ne trouve pas de ryanodine physiologiquement chez l'animal, la ryanodine est simplement une substance ayant une certaine affinité avec ces récepteurs et ayant permis leur découverte).

## Physiologie
L'ion calcium est le principal modulateur endogène du récepteur de la ryanodine. En effet, sans calcium, ce récepteur ne peut pas avoir son effet maximal voire ne peut pas être activé.
L'activation des récepteurs de la ryanodine entraîne la sortie d'ion calcium du réticulum sarcoplasmique, étape essentielle dans la contraction musculaire.
Les récepteurs de la ryanodine sont des analogues des récepteurs de l'IP3, ils stimulent la sortie de Ca2+ vers le cytosol lors de la reconnaissance de Ca2+ sur sa face cytosolique, provoquant ainsi un rétrocontrôle positif qui provoquera un afflux encore plus important d'ion calcium dans le cytosol.
Les RyR (récepteurs de la ryanodine) sont particulièrement importants dans les neurones et les muscles squelettiques. Dans les cellules cardiaques et pancréatiques, un autre second messager (ADP-ribose cyclique) intervient dans l'activation du récepteur. Dans le muscle squelettique, le récepteur peut aussi être activé par l'AMPc. 
La localisation spatiale et temporelle de l'activité du Ca2+ dans le cytosol est aussi appelée vague calcique. 
Le Magnésium Mg2+  inhibe l'activation Ca2+ dépendante du canal récepteur à la ryanodine et limite ainsi la sortie du Ca2+ du réticulum sarcoplasmique.  

La construction de cette vague calcique est faite par
- le rétrocontrôle du récepteur à la Ryanodine et
- l'activation de la phospholipase C (PLC) par le Ca2+, qui mène à la production d'inositol trisphosphate (IP3) , qui à terme, active le récepteur InsP3.

## Rôle dans les maladies
- Les mutations sur le RYR1 sont associées à l'hyperthermie maligne et à la myopathie congénitale à cores centraux
- Les mutations sur le RYR2 jouent un rôle dans la tachycardie ventriculaire polymorphe catécholergique (forme d'arythmie cardiaque induite par le stress) et dans la dysplasie ventriculaire droite arythmogène. Elles pourraient également favoriser l'apparition d'une insuffisance cardiaque et la stabilisation de ce récepteur est une voie de recherche dans le traitement de cette dernière[2].
- Aucune maladie n'a pu être associée à des mutations sur le RYR3.